# Independent Computing Architecture
Pour les articles homonymes, voir ICA.
Le protocole ICA (Independent Computing Architecture) est utilisé par les serveurs Citrix Presentation Server. Ces serveurs permettent la mise en place d'une architecture client léger / serveur.
Toutes les applications sont gérées par le serveur, le client ne se charge que des entrées/sorties (clavier, écran, souris). Cette technologie permet d'afficher des applications 16 ou 32 bits récentes sur des ordinateurs clients anciens. De plus, les applications sont disponibles quel que soit le système d'exploitation utilisé (compatibilité UNIX/Windows)
Seules transitent par le réseau les entrées-sorties, et les écrans d'affichage, aucune application n'est exécutée par le client. Ce qui permet une exécution rapide même sur des réseaux de faible débit.
Citrix a également développé une autre technologie : MultiWin, aujourd'hui remplacée par XenApp.